# Музей изобразительных искусств (Мюлуз)
Музей изобразительных искусств в Мюлузе (фр. Musée des Beaux-Arts de Mulhouse) — музей французского искусства, находящийся в Мюлузе (Верхний Рейн) в особняке XVIII века, также известный под названием «вилла Штайнбах». Находится в собственности города, основан в 1864 году по инициативе Фредерика Энгельса-Дольфуса и научной ассоциации «Промышленное общество Мюлуза». Коллекции музея в основном посвящены живописи XIX века, но также имеются работы с эпохи Средневековья до наших дней, а также картинам местных художников. Один зал также посвящён уроженцу Мюлуза художнику Жан-Жаку Эннеру.

## История
Мюлуз, возвратившийся в состав Франции лишь в 1798 году, в XIX веке переживает промышленное развитие и демографический рост, но в отличие от других городов сопоставимого значения, он не имеет ни одного музея, ни одной крупной коллекции, которая могла бы стать отправной точкой к созданию оного.

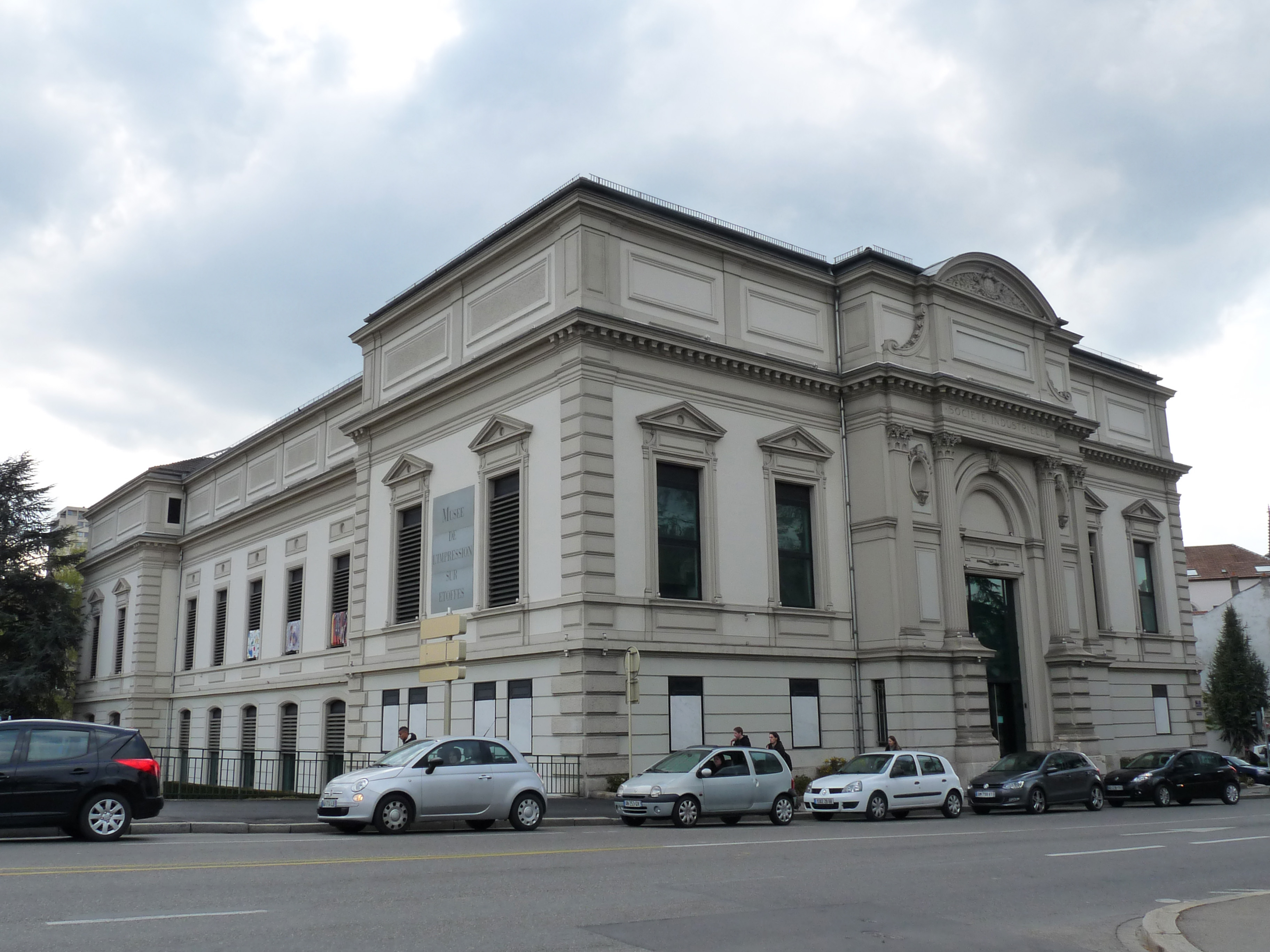
Старое здание, ныне Музей набивных тканей

Несмотря на это, идея создания музея была воплощена в жизнь в 1864 году богатым коллекционером Фредриком Энгельсом Дольфусом, зятем Жана Дольфуса, владельцем компании DMC. Он сам дарит 16 картин и убеждает Промышленное общество Мюлуза, городские власти и других любителей местного искусства внести свой вклад в создание большой коллекции. Пожертвования стали постепенно поступать, но здание, обещанное властями в 1866 году, так и не было предоставлено, а затем последовала война и немецкая аннексия Эльзаса и Лотарингии.
Промышленное общество Мюлуза принимает решение самостоятельно построить здание, которое было торжественно открыто в 1883 году, первый этаж которого был предназначен для музея изобразительных искусств. Это внушительное здание, расположенное на берегу канала, все ещё существует, но служит помещением для Музея набивных тканей. С помощью различных каталогов можно проследить, как пополнялись коллекции Музея изобразительных искусств. В 1891 году каталогизировано 296 картин, в 1897 это цифра достигла уже 492 экземпляра. В 1922 году коллекция состояла из примерно 600 картин, 300 рисунков или акварелей, около сотни скульптур и около 4500 гравюр. Большая разнородность работ объясняется различием предпочтений меценатов. Буржуазные вкусы местных промышленников заставляли их отдавать предпочтение академической живописи, по возможности отмеченной в парижских салонах, а не авангарду, такому как импрессионизм или кубизм. Франкофилы же отдавали предпочтение французской, особенно местной, живописи.
Во время Второй мировой войны имущество Промышленного общества было конфисковано, а здание его правления частично разрушено. Большое количество картин было утеряно или повреждено во время бомбардировок 1944 года, вследствие чего музей был закрыт. Он возродится только к 1958 году, когда будет „муниципализирован“. Музей вновь открыл свои двери, но количество работ, выставленных на всеобщее обозрение, долгое время оставалось небольшим.

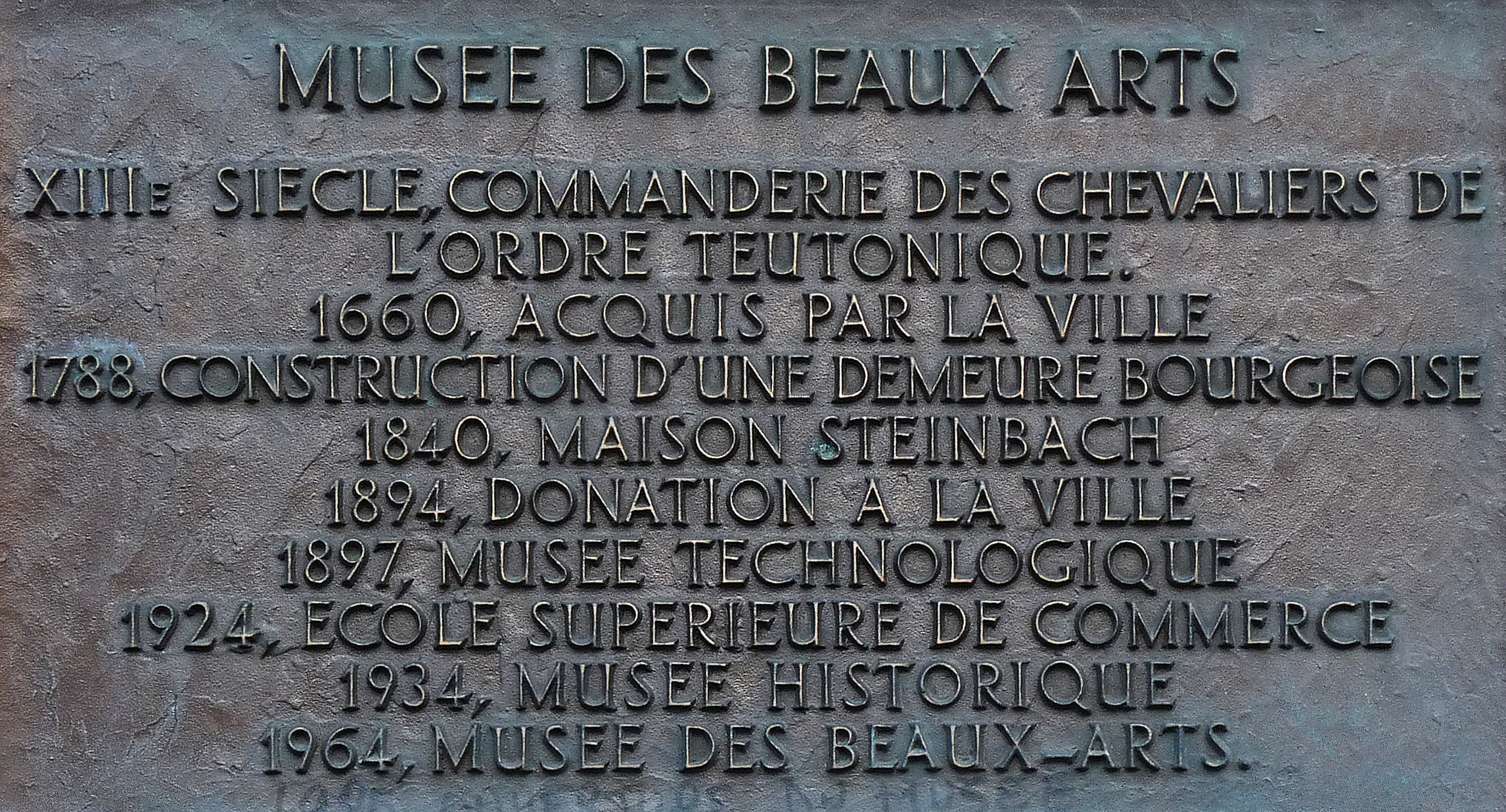
История поместья Штейнбах

Несмотря на то, что Промышленное общество оставалось владельцем работ, их хранителем стал город. Его властями было принято решение выделить музею дом Штайнбаха, или как его ещё называют виллу Штайнбаха, особняк XIX века, расположенный на площади Гийом-Телль. Само это место имеет очень долгую историю. На месте бывшего командорства, в 1788 году был построен дом производителя Indienne (фр. „индийская“ — яркие ткани в индийском стиле, производимые во Франции с XVII по XIX вв.) Жана Веттера. В 1894 году его приобрёл другой промышленник, Жорж Штейнбах. В 1894 его наследники передали виллу в дар Промышленному обществу, которое превратило его в технический музей, а в 1924 году пристроило ещё одно крыло и открыло там бизнес-школу. Предназначение дома снова поменялось в 1934 году — здание стало историческим музеем, а в 1964 — музеем изобразительных искусств.
Здание было полностью отреставрировано в период с 1982 по 1985 год. Вход в музей стал бесплатным в 1999 году.

## Постоянные коллекции
Постоянные коллекции музея представлены на первом этаже виллы.

### Средневековое искусство
Витражи Храма Святого Стефана, скульптуры и расписные деревянные панели являются яркими представителями средневекового, исключительно религиозного, искусства Эльзаса. На трёх панелях расписного алтарного образа из Рейнфельдена изображены сцены Воскресения Христа, Успение Пресвятой Богородицы и Явление покровителя Жана Лёселя, великого приора Рейнфельдена, Святой Варваре Илиопольской.
Наиболее примечательной работой этого периода является «Double buste d'évêques» (saint Égide et Saint Benoit, évêques de Strasbourg), выполненный в 1500 году Вейтом Вагнером для алтарной части старой церкви Святого Петра в Страсбурге двойной бюст Страсбургских епископов Святого Эгидия и Святого Бенедикта. Это самое старое свидетельство портретного искусства в музее. «Doute de Saint Thomas», ещё один фрагмент алтарного образа, вдохновленный гравюрой Альбрехта Дюрера, изображает Христа и его апостолов, а также дарителя этого барельефа, который преклоняется перед Иисусом.

### Эпоха Возрождения
Этот период, произведения которого часто изображают религиозные сюжеты, но в то же время сюжеты из мифологии, пейзажи и изображения повседневной жизни — представлен мало, за исключением картины «Венера и Амур», ранее приписываемой Кранаху Лукасу старшему, или «Стигматизация Святой Екатерины Сиенской», свидетельствующая об эволюции перспективы в изобразительном искусстве той эпохи. Эта картина попала в коллекцию Промышленного общества Мюлуза в 1928 году благодаря пожертвованию наследников Госпожи Торенс Дольфус, первоначально эта работа приписывалась Маттео Бальдуччи, сиенскому художнику периода Чинквеченто, но эта гипотеза не было подтверждена.

### XVII—XVIII века
«Катание на коньках», написанная маслом по дереву Питером Брейгелем младшим в 1613 году, является самой известной работой музея. Хендрик Мартенсзун Сорг представлен типичной для его ранних работ картиной под названием «Интерьер кухни с фигурами».
Жанр пейзажа XVII века представлен картиной «Entrée de forêt» Якоба ван Рёйсдала, эскиз которой хранится в Британском музее.
Итальянское барокко представлено картинами «Термы Каракаллы» Джованни Гизольфи, «Вознесение» Франческо Солимены и пейзажем «Искушение святого Антония» Себастьяно Риччи и его племянника Марко.
Развитие внимания к предметам в живописи можно увидеть в скрупулёзном «Натюрморте» Питера Бинуа, написанном на пергаменте, или в картине «Рынок в Италии» Джузеппе Фарделло, но этот интерес к материальности вещей ставится под сомнение в картине под названием «Ванитас» Мадлены Булонь, которая противопоставляет книгам и музыке череп и песочные часы.
Французский XVIII век представлен декоративными композициями, такими как натюрморты Александра Франсуа Депорта, или портретами, в частности двумя автопортретами Жана Гаспара Гейльмана, на одном из которых он в парадном костюме, а на другом — в рабочем, а также портретом банкира Эверхарда Яабаха, выполненным Гиацинтом Риго в 1688 году.

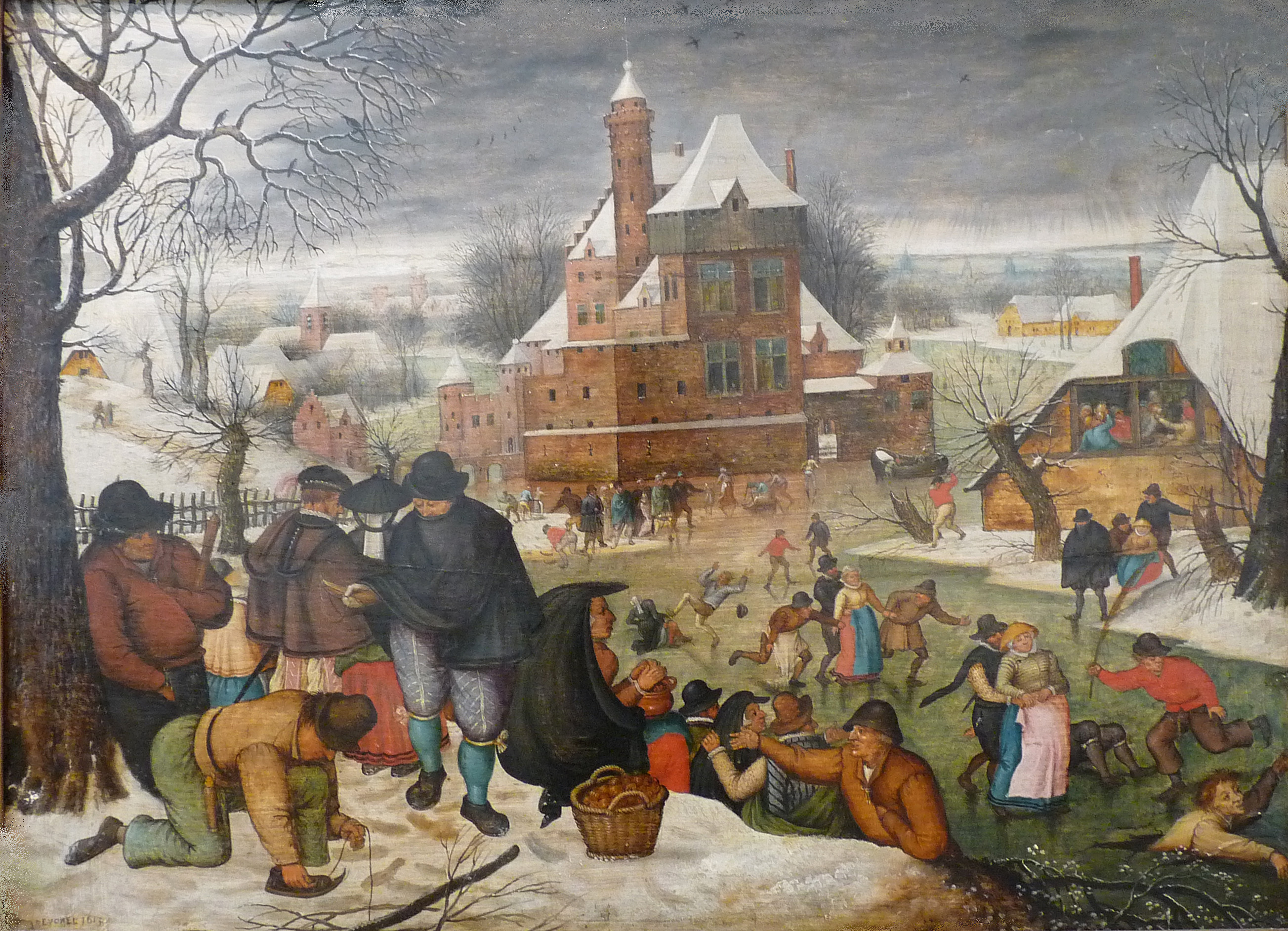
Брейгель, Питер (Младший) Катание на коньках
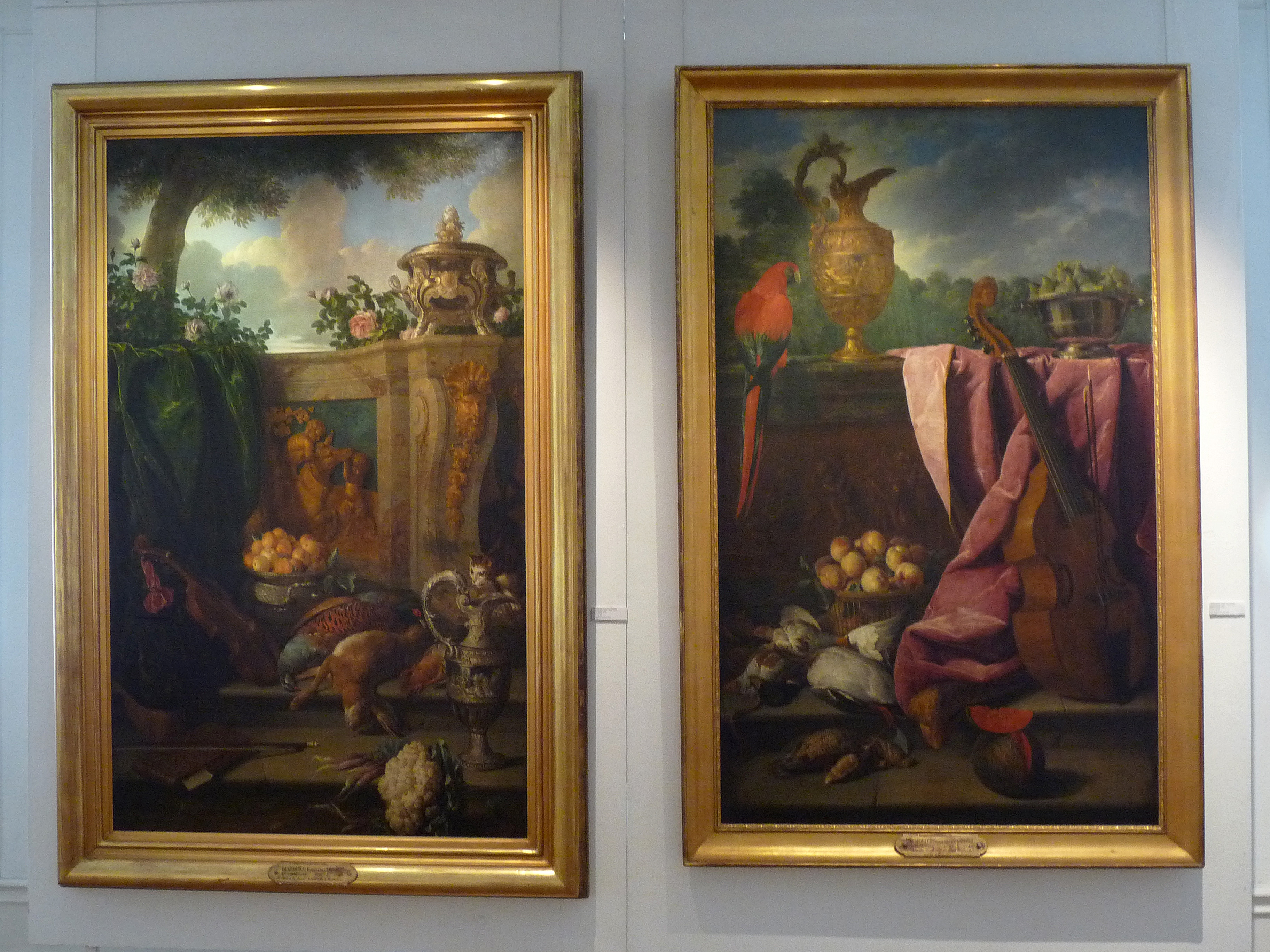
Депорт, Александр-Франсуа Натюрморты
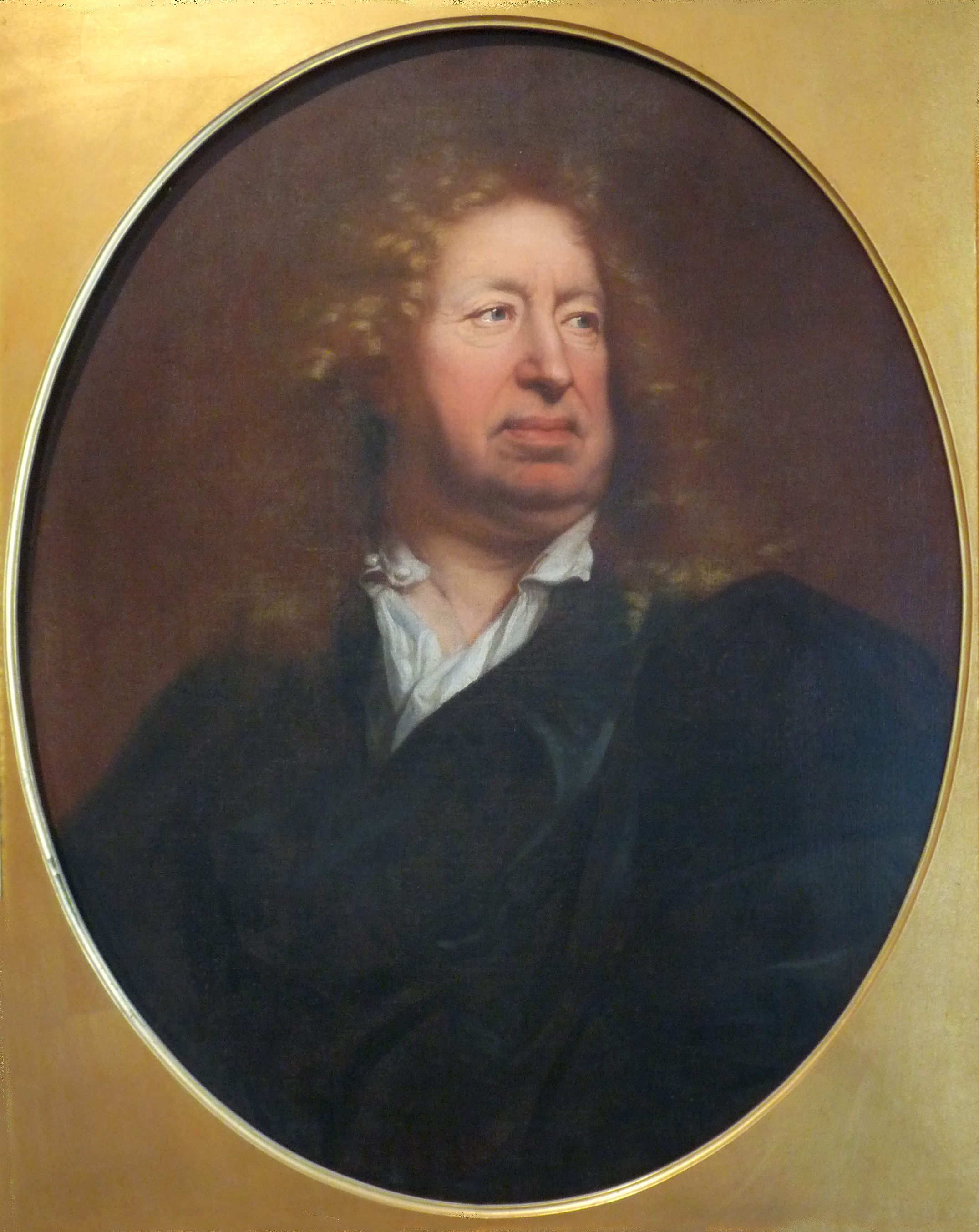
Риго, Гиацинт Портрет Эверхарда Ябаха

### XIX век
Картины мастеров XIX века, большинство из которых были награждены медалями Салона французских художников (Salon des artistes francais) и очень ценились буржуазией, являются самими многочисленными.
Пейзажи «Лес в окрестностях Женевы» Александра Калама, «Браконьер» Констана Тройона, «Олений заповедник» Гюстава Курбе или «Берега озера Бурже» Адольфа Аппиана свидетельствуют о развитии деревенского пейзажа.

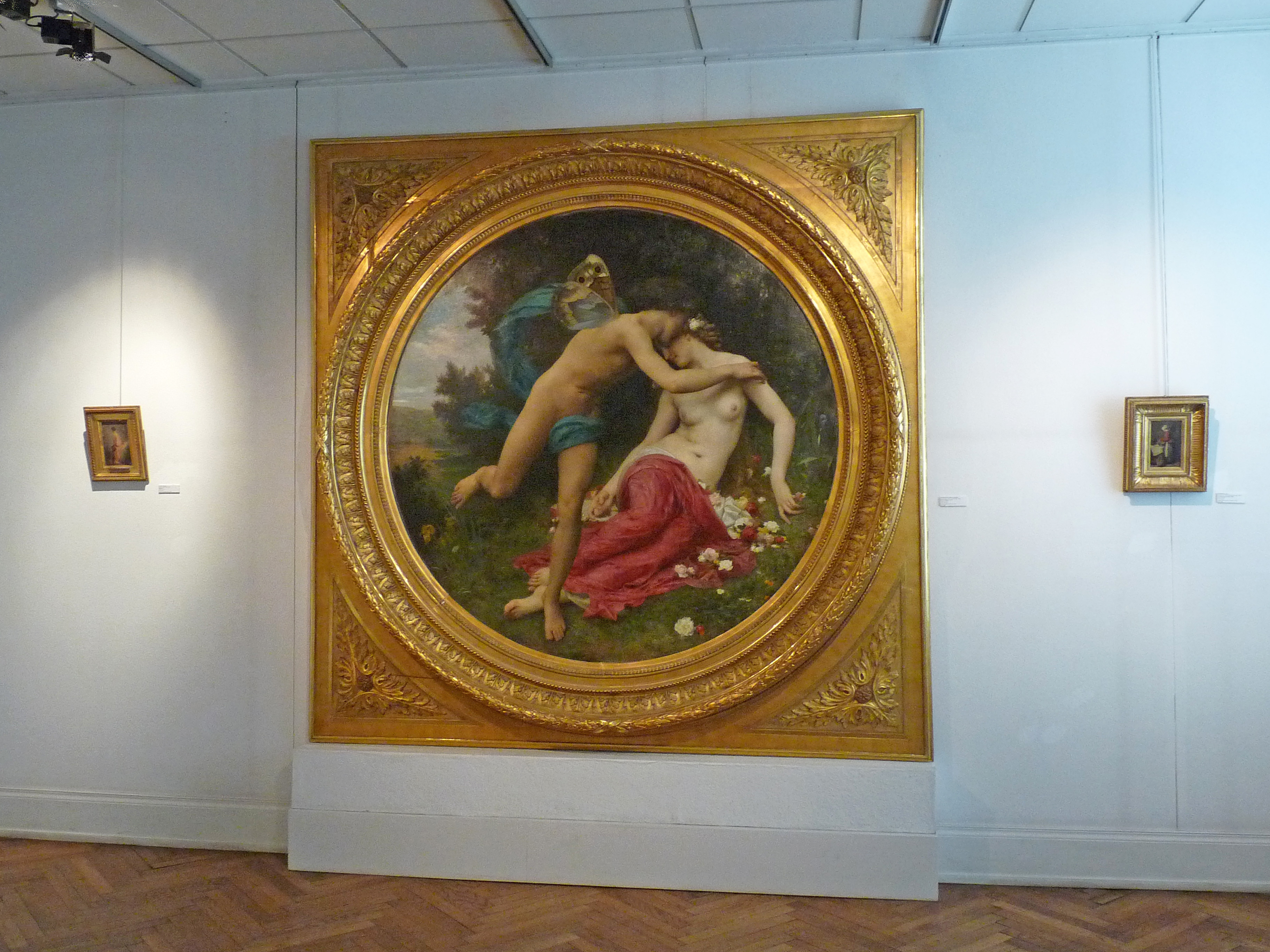
Вильям Бугро. Флора и Зефир

«Флора и Зефир» (1875) Вильяма-Адольфа Бугро, удостоившаяся Римской премии в 1850 году, является хорошим примером академизма данной эпохи, который иногда называют «банальным искусством». Несмотря на меньшие размеры картин «Купальщица» Шарля Шаплена и «Леда и лебедь» Тони Робера-Флёри, они выполнены в том же стиле, что и крупное полотно Бугро, и тоже обрамлены внушительной позолоченной рамой.
Рост индивидуализма способствовал расцвету жанра портрета, представленного в музее картинами под названием «Композитор Ребер» Эжена-Эммануэля Амори-Дюваля, «Дама из Мюлуза» Фердинанда Вахсмута, «Итальянка» Огюста Кудера или ещё «Испанка» Анри Реньо.
Наиболее многочисленными являются портреты Жан-Жака Эннера, который очень часто рисовал членов своей семьи, своих друзей-художников, например, Жана Беннера и его брата близнеца Эммануэля Беннера, жителей города Зундгау, своих спонсоров, а также загадочных рыжеволосых светлолицых женщин, которые изображены на картинах «Лола», «La Frileuse» или «Маленькая пастушка».

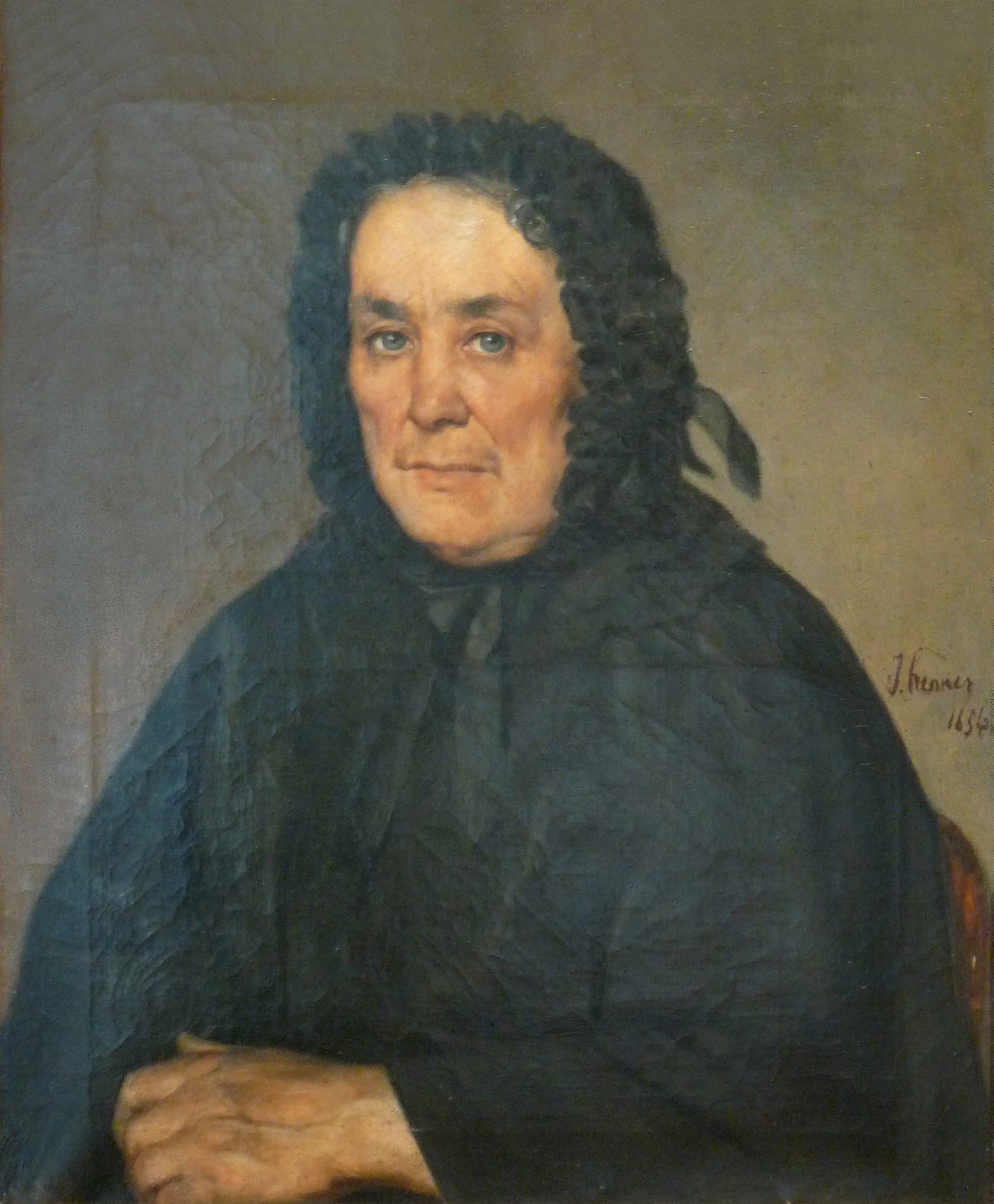
Эннер, Жан-Жак, Портрет миссис Кауфманн
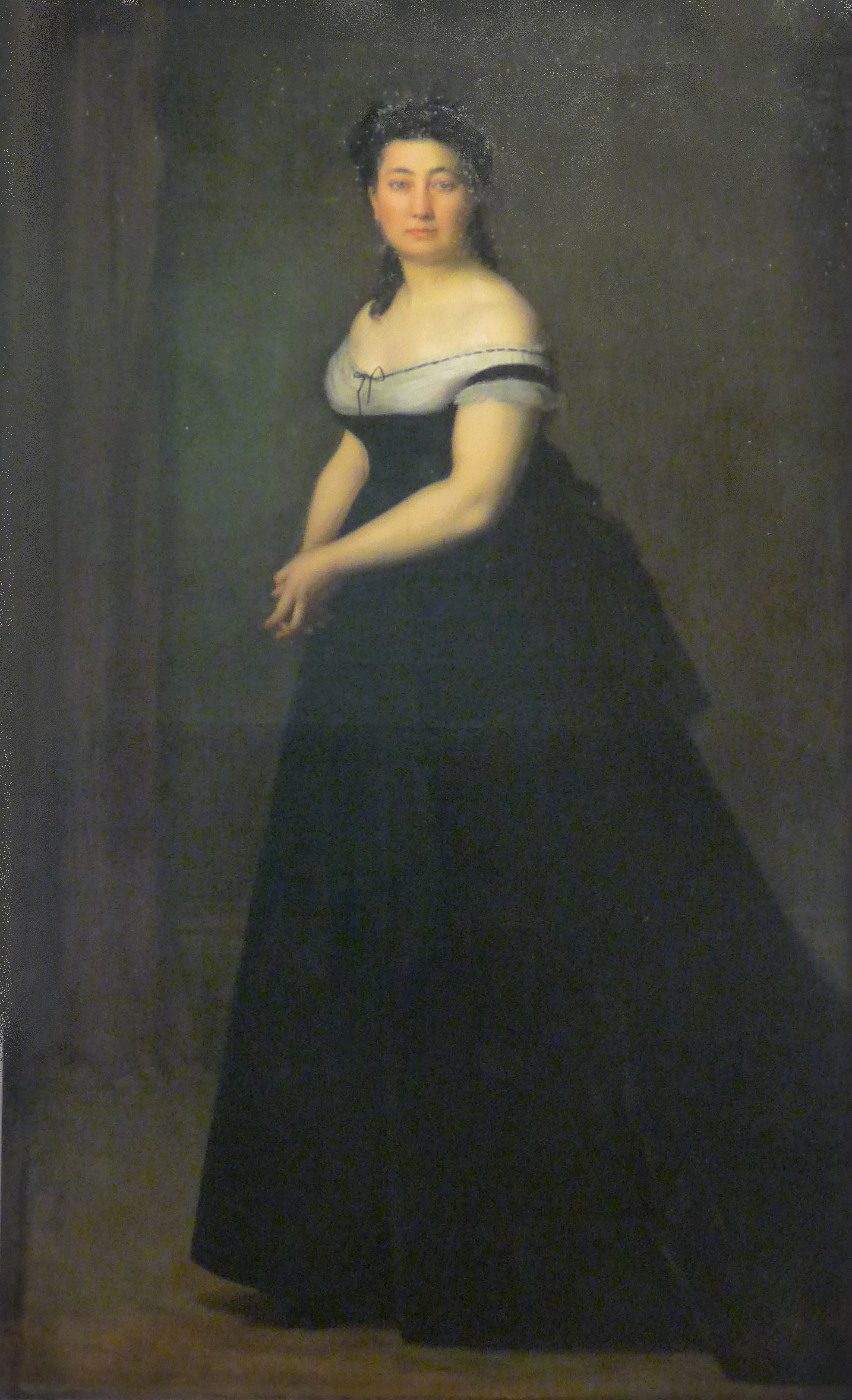
Эннер, Жан-Жак, Портрет миссис Даниэль Дольфус-Кехлин
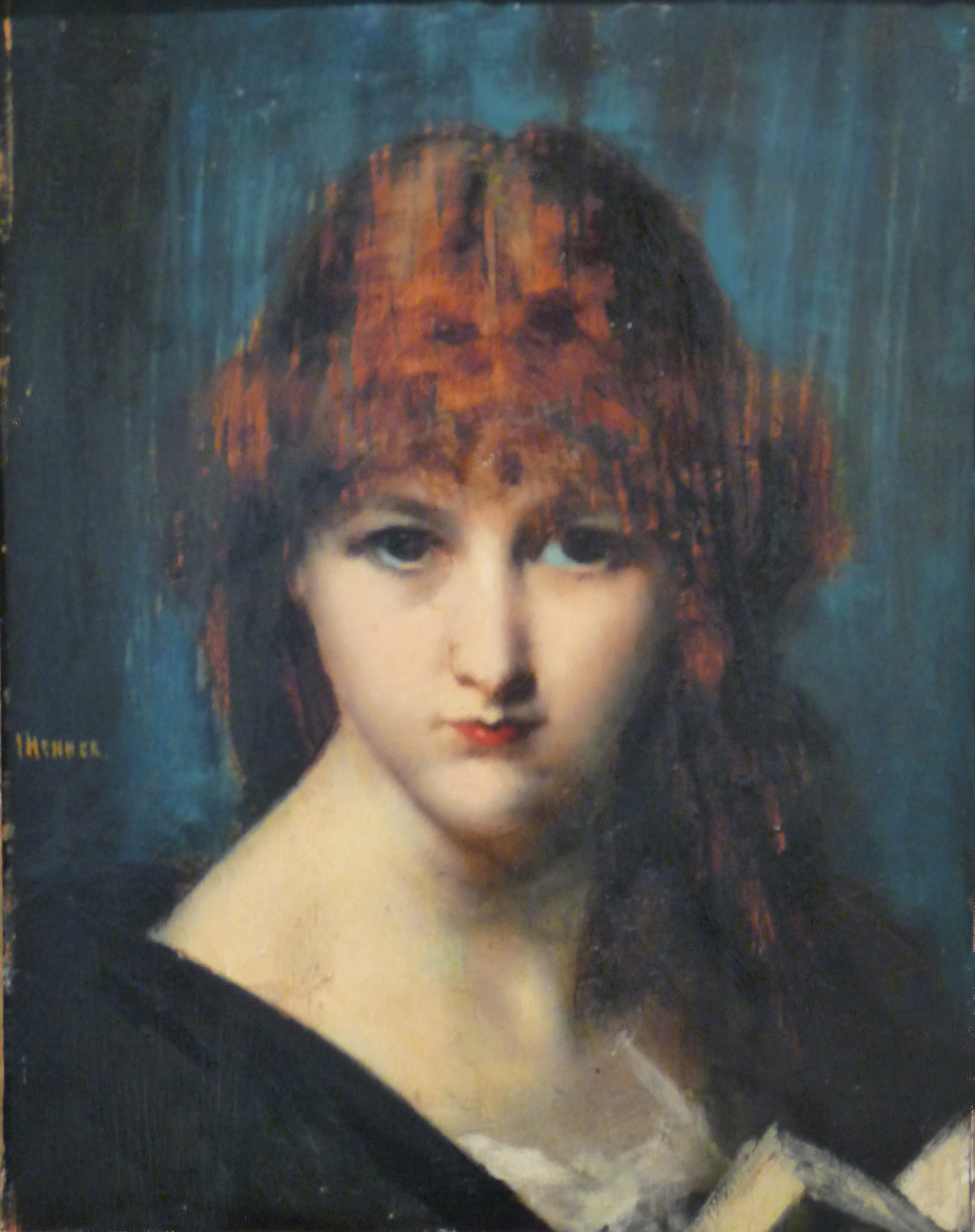
Эннер, Жан-Жак, Портрет женщины
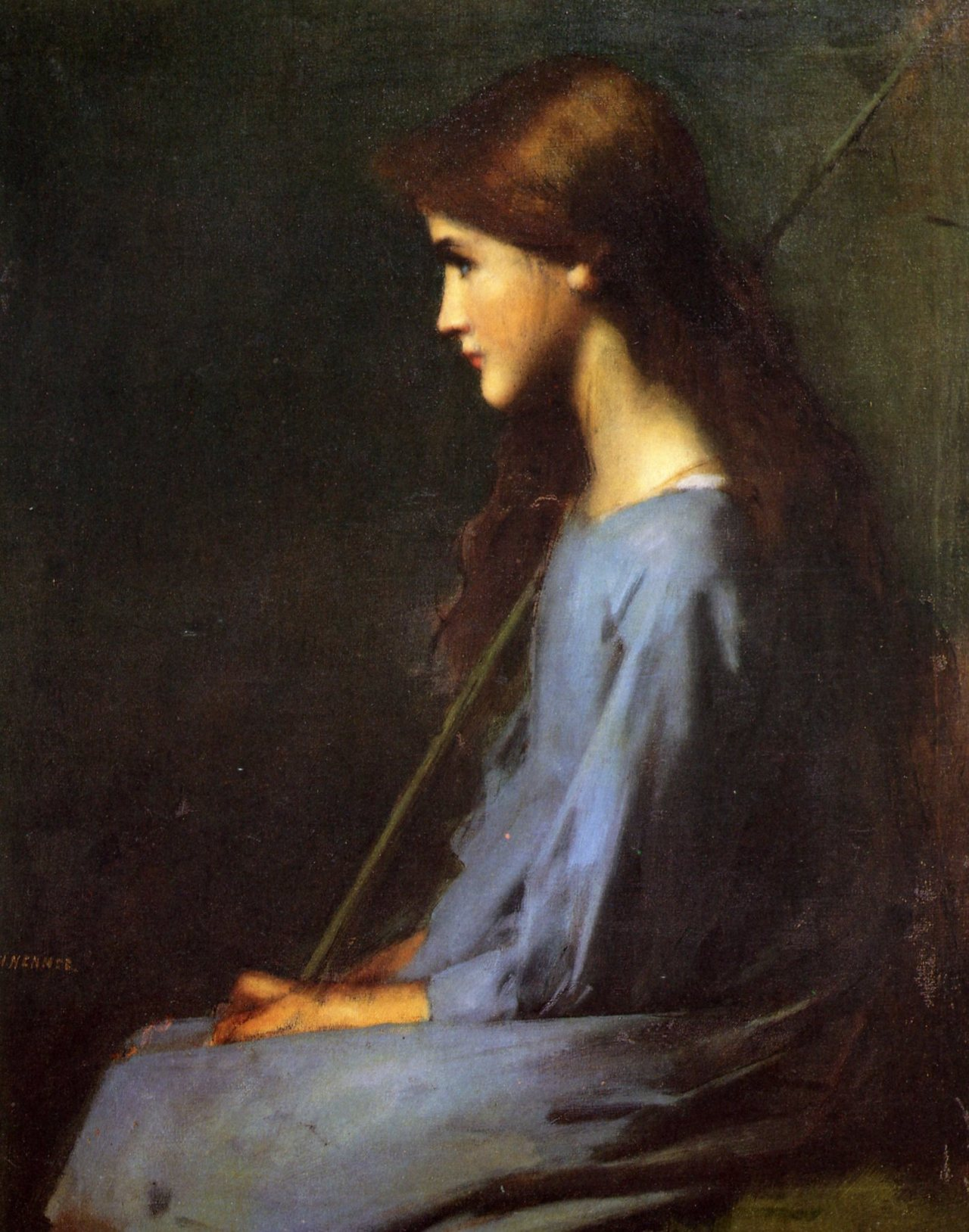
Эннер, Жан-Жак, Маленькая пастушка

В работах в стиле жанровая живопись изображены простые люди из народа: «Vieillard assis» и «La Petite Marchande de balais» Мартена Дроллинга, «La Tailleuse de soupe» Франсуа Бонвена или «Le cuisinier» Йозефа Байя.

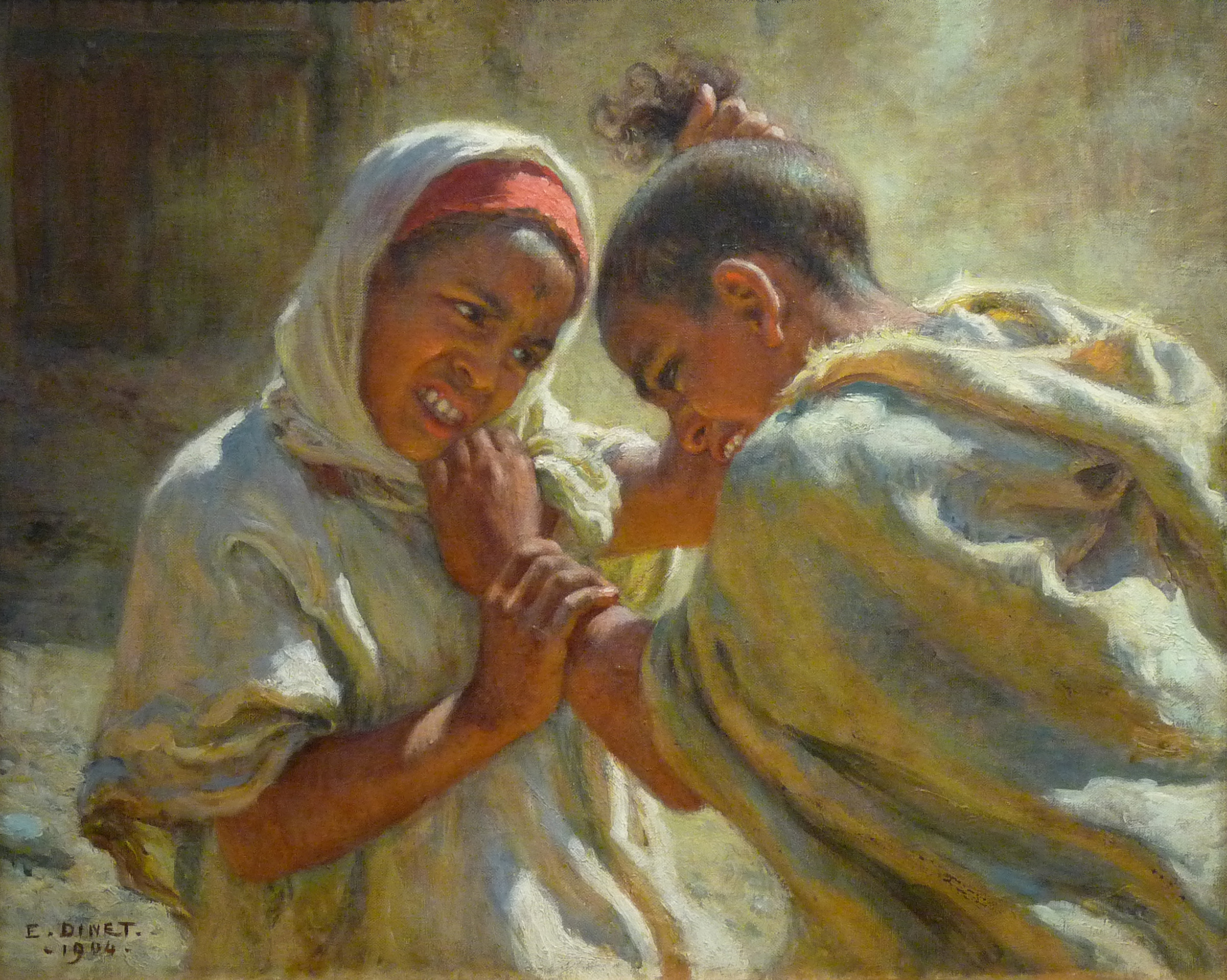
Дине Насреддин, Ссора

Ориентализм и экзотизм, который в XIX веке располагал источником бесконечного вдохновения в виде отныне более доступных путешествий, выражается в красочных композициях, изображающих лошадей, верблюдов, гаремы, мечети и пестрые наряды жителей дальних стран. В одном из залов музея представлены следующие картины на данную тему: «L’Entrée de Bonaparte à la mosquée du Caire» Анри Леопольда Леви, «L’Entrée à la mosquéedu Shérif de Oussan» Жоржа Клерена, «Les présentsd’un Pacha» Бенжамена Констана, «Chameliers au Caire» и «Une rue au Caire» Теодора Фрера, «La Dispute» Насреддина Дине. Более поздняя картина под названием «Le Soir aux portes de Meknès» (1925) Анри Руссо посвящена той же тематике.
Историческая живопись представлена произведением «Sac de Rome» Жана-Виктора Шнетца, которая воплощает сцену изнасилования. Другие картины в этом популярном жанре, представленные в музее: «La Fuite d’unprisonnier gaulois» Эвариста Виталя Люмине, «Entrevue de César et d’Ariviste en Alsace» Луи-Фредерика Шутценбергера.
Эльзас всегда вдохновлял французских и иностранных художников. Среди произведений, которые искусствовед Ганс Хауг классифицирует как «фольклорный натурализм», фигурируют «La Danse du Coq» и «L’Arbre de mai» Гюстава Бриона, «Sous le feuillé» Жозефа Венкера и «Envoie du Tonkin» Камиля Пабста.
Коллекционеров Мулюза не привлекали работы импрессионистов, поэтому это направление мало представлено в музее, за исключением нескольких художников, как например Эжен Изабе и его картина под названием «Les Marines», или ещё картины Эжена Будена. Более многочисленны работы постимпрессионистов, к которым можно отнести художника Альбера Лебура с его «Mâtinée d’hiver à Houdonville», картину Жозефа Лепина под названием «Rue à Vannes» и пейзажи художника Максима Мофра.
В поисках спокойствия и глубины смыслов, символизм наталкивает на размышления об искусстве и воспевает вечное женское начало. Примерами картин в данном стиле являются «Jeune paysanne, en plein soleil», «Jeune fille à la rose» Анри Мартена и «Les femmes au voile» Люсьена-Виктора Гирана де Севола.

### XX век
Подборка работ современного периода отражает прежде всего вкусы первых меценатов, которые сдержано относились к кубизму и абстракционизму в целом и больше тяготели к наследию фовизма: «La belle Italienne» Жоржетты Агютт, «Le port de Rabat vu des terrasses de la ville» Альбера Марке, «Les Chardons» Луи Вальта или «Bord de mer» Жана Пюи. Пожертвование Чарльза Оулмонта позволило добавить в коллекцию музея картины и гравюры Отона Фриеза, Антуана Бурделя, Альбера Глеза и Кеса ван Донгена.
Работы местных художников представлены в частности одной большой серией пейзажей и натюрмортов художника из Альткирша Леона Леманна и многочисленными картинами Карла Вальха, уроженца Тана: «Anniversaire», «Le Moulin de Borest», «Bâtisseurs et architectes» и «l’Armoire à l’ange».
После муниципализации музея в 1958 году политика комплектования как постоянных коллекций, так и временных выставок, отдавала приоритет современному искусству. В коллекции музея попали такие художники, как Аурелий Немур, Жан Легро, Фелиция Пацановська, Элейн Тиолье, Доминик Филипп, Бласко Ментор, Тони Ланген и Франс Мазерель.